# TAP: Maxova hra
TAP: Maxova hra je český nezávislý film vytvořený 2D studiem v koprodukci s AVC ČVUT. Jedná se o celosvětově první film inspirovaný karetní hrou Magic: The Gathering, hranou dvanácti miliony lidí po celém světě. Tento unikátní nezávislý snímek, věnovaný nejen hráčům karet Magic nebo milovníkům žánru sportovní drama, zobrazuje vzrušující příběh o síle opravdového přátelství. Film je ke zhlédnutí s titulky v osmi jazycích a byl promítán na třiceti místech světa.
Scénář a režie Kamil Beer. Kamera Tomáš Lénárd, Petr Pulc a AVC ČVUT. Střih Tomáš Lénárd. Zvuk Petr Pulc a Tomáš Lénárd.

## Děj
V příběhu se nejprve seznamujeme s Karlem Adamem. Postává poblíž zavřeného klubu Fireball a vzpomíná na staré časy, které zde prožíval spolu s přáteli. Jeho myslí běží vzpomínky o tom jak začínali hrát, jak se klub zavřel a parta se rozpadla. Když chtěl po nějakém čase znovu začít, zjistil, že je jeho milovaný klub zavřený a jeho přátelé mají dávno jiné zájmy než karty. Zdá se, že zůstal jediným, komu se stýská po starých časech, komu chybí Fireball.
Karel se náhodou potkává s Martinem Whitem, jediným členem party z Fireballu, se kterým zůstali přáteli. Ten jej pozve na koncert své kapely. Zde potká Tomáše Rybu, který překvapivě nabízí Karlovi možnost: "Pojďme znovu hrát!". Karel je nejdříve zaskočen, ale po čase se ke svým dvěma kamarádům (bratři Tomáš a Joe Rybovi) přidává. Společně navštíví Černou pevnost, kde s překvapením zjišťují, že jeden ze staré party – Max Miller – se stal druhým nejlepším hráčem Magicu v republice. Pokusí se s ním znovu spřátelit, avšak Max o přátelství zjevně nestojí. Místo toho provokuje a popere se Joem.
Tři členové Fireballové party se pokoušejí přesvědčit Martina Whitea, aby začal znovu hrát. není to lehké, neboť Martin přišel o hodně peněz nákupem nových karet, i když ostatní členové party již věděli, že chtějí s Magicem skončit, ale nikdo jej nevaroval. Nakonec však souhlasí a společně s ostatními se připravuje na Mistrovství republiky, kde je kromě výzvy v podobě výhry čeká výzva největší – porazit Maxe, který si jde pro titul.

## Obsazení
Ondřej Holeček (Karel Adam) se narodil v Praze. Jeho soukromá invaze do světa filmu začala ale už dlouho před Maxovou Hrou. Natočil několik krátkých filmů pod hlavičkou studia Ohmfilm, např. Probuzení nebo Desetdvacet, které později byli představeny v rámci Filmového festivalu Frame, ale také při autorských projekcích sdružení Underfilm.
Maxova hra je pro něj první herecká zkušenost na prostoru celovečerního filmu.
Max Novosad (Tomáš Ryba) – „Hlava v oblacích a Inspirace po boku“. Zkouší najít sebe a probouzí svou uměleckou duši. Mezi jeho zájmy patří focení, kreslení, psaní, a teď si realizuje svůj sen – hraje.
TAP: Maxova hra je jeho debutem. V současné době spolupracuje na pokračovaní TAP 2: Hra o čest.
Tomáš Černý (Joe Ryba) je z Přerova a v současné době bydlí a pracuje v Praze jako webový designér, hrál v seriálu „Třeťák“ Jiřího Pokorného a v upoutávkách na TV NOVA MTV. V minulosti působil jako moderátor v hudební televizi AllTV.
Martin Pelíšek (Martin White) je původem z Klatova a v současné době studuje v Praze na ČVUT. V minulosti hrál v krátkých pořadech a reklamách, Maxova hra je jeho první větší kousek.
Mikoláš Adlof (Max Miller) je z Prahy, pravě studuje Studium humanitní vzdělanosti a teritoriální studia a Karlově univerzitě. Toto je jeho první herecká zkušenost, dříve vždy pracoval pouze v zákulisí.

## Režie
Kamil Beer pochází z Prahy a momentálně je studentem Fakulty humanitních studií na Univerzitě Karlově. K umění měl vždy blízko, již na základní škole napsal čtyři knihy, které poté přepsal během studia na střední škole. Poté se dostal k tvorbě videí v podobě vytváření hudebních filmových klipů. Byl také choreografem několika tanečních představení. Je autorem scénáře k Maxově hře a studoval práce slavných filmařů (např. Lloyd Kaufman, Joseph Mascelli, Judith Weston a Roberta Mckee). Momentálně pracuje na 2.dílu Maxovy hry – TAP2: Hra o čest.

## Produkce
Maxova hra se natáčela v Praze, hlavním městě České republiky. Náklady na film byly okolo osmi tisíc korun českých – všichni členové štábu i herci se účastnili čistě z vlastního zájmu, bez peněžitých odměn.